# Roeslan Vydysj
Roeslan Vitalijoviytsj Vydysj (Oekraïens: Руслан Віталійович Видиш) (Zaporizja, 4 juli 2006) is een Oekraïens voetballer die sinds 2022 uitkomt voor KAA Gent.

## Clubcarrière
Vydysj was een jeugdspeler van Shakhtar Donetsk toen de Russische invasie van Oekraïne in het voorjaar van 2022 uitbrak. Later dat jaar was Vydysj een van de zeven Oekraïense jeugdvoetballers die onderdak kregen bij de Belgische eersteklasser KAA Gent. Vydysj zette zijn jeugdopleiding bij Gent verder en stroomde in 2024 door naar Jong KAA Gent, het beloftenelftal van de club dat toen uitkwam in Eerste nationale. In het seizoen 2024/25 werd hij kampioen in Eerste nationale VV met Jong Gent, dat zo promotie naar Eerste klasse B afdwong.
Op 8 augustus 2025 maakte Vydysj zijn profdebuut in het shirt van Jong Gent: op de openingsspeeldag van de Challenger Pro League liet trainer Thomas Matton hem starten tegen Olympic Club Charleroi.

## Clubstatistieken
| Seizoen         | Club            | Land            | Competitie          | Competitie | Competitie | Beker | Beker | Supercup | Supercup | Europees | Europees | Totaal | Totaal |
| Seizoen         | Club            | Land            | Competitie          | Wed.       | Dlp.       | Wed.  | Dlp.  | Wed.     | Dlp.     | Wed.     | Dlp.     | Wed.   | Dlp.   |
| --------------- | --------------- | --------------- | ------------------- | ---------- | ---------- | ----- | ----- | -------- | -------- | -------- | -------- | ------ | ------ |
| 2024/25         | Jong KAA Gent   | Vlag van België | Eerste nationale VV | 26         | 1          | —     | —     | —        | —        | —        | —        | 26     | 1      |
| 2025/26         | Jong KAA Gent   | Vlag van België | Eerste klasse B     | 1          | 0          | —     | —     | —        | —        | —        | —        | 1      | 0      |
| Carrière totaal | Carrière totaal | Carrière totaal | Carrière totaal     | 27         | 1          | 0     | 0     | 0        | 0        | 0        | 0        | 27     | 1      |

Bijgewerkt op 8 augustus 2025.
2 Kotto ·
3 Brown ·
4 Watanabe ·
5 Lopes ·
6 Gandelman ·
8 Gerkens ·
9 Guðjohnsen ·
10 Omgba ·
11 Sonko ·
12 Gambor ·
13 Mitrović ·
14 Vanzeir‎ ·
15 Ito ·
16 Delorge ·
17 Hjulsager ·
18 Samoise ·
19 Surdez ·
20 Araújo ·
21 Dean ·
22 Fadiga ·
23 Torunarigha ·
24 Kums  ·
26 Fortin ·
27 De Vlieger ·
29 Varela ·
30 De Schrevel ·
32 Vandenberghe ·
33 Roef ·
35 De Meyer ·
45 Goore ·
Coach: Milićević
· Assistent-coach: Van Dessel